# Gustav Engelkes
Gustav Engelkes (Pseudonym: Ulrich Schipper, * 30. August 1905 als Gustav Wilhelm Gerhard Engelkes in Westgaste, Ostfriesland; † 13. April 1973 in Norden (Ostfriesland)) war ein deutscher Journalist und Schriftsteller.

## Leben
Gustav Engelkes war das achte und jüngste Kind eines Lehrers. Ab 1916 besuchte er das Ulrichsgymnasium in Norden, von dem er 1921 relegiert wurde. Anschließend begann er eine kaufmännische Lehre, die er jedoch 1925 abbrach. Das darauf folgende Wanderleben, das ihn u. a. in die Schweiz und nach Österreich führte, wurde durch eine schwere Erkrankung Engelkes während eines Italienaufenthalts beendet, so dass er gezwungen war, ins  elterliche Haus zurückzukehren. Eine weitere Reise führte ihn 1928  nach Belgien. Später betrieb er zeitweise gemeinsam mit einem Bruder eine Margarinevertretung und eine Presseagentur. Seit 1931 war er freier Schriftsteller; aus der im gleichen Jahr geschlossenen Ehe gingen sechs Kinder hervor.
Gustav Engelkes nahm als Sanitäter am Zweiten Weltkrieg teil. Nach 1945 war er zeitweise Mitarbeiter der Norder Lokalredaktion der Ostfriesen-Zeitung. Um seine Familie ernähren zu können, schrieb er bis zu seinem Tode zahlreiche Beiträge für die Regionalpresse und Heimatkalender.
Gustav Engelkes war Verfasser von Romanen, Erzählungen, Jugendbüchern, Gedichten und Theaterstücken. Seine während des Dritten Reiches erschienenen Werke sind geprägt von einer völkischen Ideologie; zehn dieser Werke standen nach 1945 in der Sowjetzone bzw. der frühen DDR auf der „Liste der auszusondernden Literatur“.

## Werke
- Die Fahrt nach dem Seeräuberturm, Wuppertal-Barmen 1931
- Volk im Kampf, Langensalza [u. a.] 1933
- Weltkrieg brennt in Jungenherzen!, Langensalza [u. a.] 1933
- Im Feuerkreis, Mühlhausen 1934
- Hinnerk, der Fahrensmann, Langensalza [u. a.] 1934
- Dürers deutsche Not, Magdeburg 1935
- Der Heidenreiter, Landsberg (Warthe) 1935
- Hidde tom Brook, Langensalza [u. a.] 1935
- Rimt und Rulf, Leipzig 1935
- Runenfibel, Langensalza [u. a.] 1935
- Thorstens Todesfahrt, Breslau 1935
- Der Adlerflug, München 1936
- Das Niedersachsen-Jul und andere völkische Erzählungen, Landsberg 1936
- Christas Rache, München 1937
- Maike, München 1937
- Völkische Balladen, Darmstadt 1937
- Das Zaubersegel, Landsberg (Warthe) 1937
- Andreas Hofers Freiheitskampf, Norden 1938
- Herz vor Anker, Werdau 1938
- Der schwarze Rolf, Lengerich 1938
- Sturmflut, München 1938
- Ute - Störtebeckers erste Liebe, Lengerich 1938
- Der Graf von Norden, Wels 1939
- Der Kornett des Königs, Berlin 1939
- Rom auf der Sünderbank, Wels 1939
- Wenn es Frühling wird, Lengerich 1939
- Zwischenspiel Batavia, Leipzig 1941
- Tidebuch, Reinbek bei Hamburg
  - 1. Die Märchen von Ebbe und Flut, 1947
  - 2. Die Märchen am Meer, 1948
  - 3. Die Märchen von einst und jetzt, 1948
- Himmel und Erde, Kaiserslautern 1948
- Berühmte Ostfriesen, Verden/Aller 1950
- Ein Feuer im Winter, Rosenheim 1950
- Die bunte Laterne und andere Märchen, Hannover 1970
- In kalten und heißen Zonen, Wuppertal 1973
- Sagen und Erzählungen aus dem Harlingerland, Jever 1973
- Das Schiff in der Flasche, Leer 1994

## Herausgeberschaft
- Georg Forkenbeck: Seemansgarn, Lengerich 1938
- Georg Forkenbeck: Deutschland muß Kolonien haben!, Wels 1939